# Dali (Afeganistão)
Dali é uma cidade do Afeganistão, localizada na província de Balkh. Está localizada próxima da fronteira com o Uzbequistão.